# Lombardski jezik
Lombardski jezik (Lumbaart; ISO 639-3: lmo), jedan od 5 galoitalskih jezika koji se govori u sjevernoj Italiji i susjednoj Švicarskoj, poglavito u području Milana, te u dolinama Val Mesolcina, Val Bregaglia i Val Poschiavo. 
U Italiji populacija iznosi 8 830 855 (2000 WCD) a u Švicarskoj 303 000 (1995.), te nepoznat broj u SAD-u. Ima brojne dijalekte nazvane po lokalitetima, među kojima se za neke sumnja da su posebni jezici. Govornici su dvojezični u talijanskom.

## Ununtarnje poveznice
- wikipedija na lombardskom jeziku

## Vanjske poveznice
- tečaj lombardskog
- Ethnologue  (14th)
- Ethnologue  (15th)